# Adal
Adal es una localidad del municipio de Bárcena de Cicero (Cantabria, España). La localidad se encuentra junto a la ría de Treto, a 1,9 kilómetros de la capital municipal Gama y a 20 metros de altitud. Adal está compuesto por los barrios de Coz de Monte, La Maza, Primosto y La Sierra. En el año 2008 contaba con una población de 434 habitantes (INE). 
Destaca del lugar, el palacio de Cerecedo, mandado construir por Pedro Antonio Alvarado a mediados del siglo XVIII, y declarado Bien de Interés Cultural en 1989. Cabe destacar igualmente, el Puente de Treto, estructura de hierro construida en el año 1905 por la empresa Eiffel que une esta localidad de Adal con Colindres. La parroquia data de principios del siglo XVII, destacando especialmente sus retablos.Destaca la urbanización marqués de Alvarado , una lujosa urbanización con unos grandes y preciosos chalets.
- Datos: Q5657320
- Multimedia: Adal (Bárcena de Cicero) / Q5657320